# Nova Aurora (Paraná)
Nova Aurora es un municipio brasileño del estado de Paraná.
En la década de 1950 se inició el talamiento del oeste paranaense, en esta región llegaron los italianos, alemanes y brasileños.
En 1959 el poblado obtiene el nombre de Nova Aurora, después ya haber sido denominado Alto Iguaçuzinho, Encruzilhada, Tapejara y Hacienda Roda de Carro. En esa época los pioneros venían tras las fértiles tierras con el objetivo de cultivar café, frijol y maíz. 
Nova Aurora fue creada a través de la Ley Estatal n.º 5.643 del 25 de septiembre de 1967, e instalada el 11 de diciembre de 1968 separándose de Cascavel y Formosa del Oeste.